# Aliciamento sexual
Aliciamento sexual é a ação ou comportamento utilizado para estabelecer uma conexão emocional com uma pessoa vulnerável – geralmente um menor abaixo da idade de consentimento – e, por vezes, até mesmo da família da vítima, com o objetivo de reduzir suas inibições para abuso sexual. Pode ocorrer em diversos ambientes, incluindo online, presencialmente e por meio de outras formas de comunicação. Crianças que são aliciadas podem apresentar problemas de saúde mental, incluindo "ansiedade, depressão, transtorno de estresse pós-traumático, e ideação suicida."

## História e reconhecimento

### Origens
Antes de o termo "grooming" ser associado ao preparo de uma criança para abuso sexual, ele passou a ter o significado de mentoria, treinamento ou preparação de alguém para uma posição de liderança.
De 1975 a 1985, as forças de segurança dos Estados Unidos passaram a estar cada vez mais cientes do abuso sexual infantil que ocorria com crianças fora do seio familiar, cometido por pessoas que não eram desconhecidas. Anteriormente, o foco das autoridades era o "perigo do desconhecido" e daqueles que utilizavam ameaças de violência para garantir a obediência de suas vítimas. Nesses casos recém-reconhecidos de abuso sexual, as crianças eram manipuladas com uma "combinação de atenção, afeto, bondade, presentes, álcool, drogas, dinheiro e privilégios." Embora existam exemplos anteriores em que esse padrão fora reconhecido, foi durante essa década que o FBI passou a levar a sério tais investigações criminais. Também houve uma crescente conscientização de que os infratores ingressavam em organizações voltadas para a juventude para obter acesso a possíveis vítimas.
Por exemplo, um estudo de 1977 utilizou a terminologia "contatos sexuais pressionados" e "contatos sexuais forçados" para distinguir dois tipos de infratores. As infrações de pressão sexual, que não envolviam força física e apresentavam comportamentos contra-agressivos, utilizavam "persuasão por meio de recompensas, atenção, afeto, dinheiro, presentes ou armadilhas." Já as infrações por força sexual empregavam a ameaça de dano ou o uso de força física, como "intimidação, ameaça verbal, contenção, manipulação e força física."
Ken Lanning é creditado como um dos primeiros profissionais a utilizar o termo "grooming." Ele recorda que o termo era empregado em conversas entre profissionais da segurança e aponta a primeira descrição escrita conhecida do processo de aliciamento infantil para um livro de 1979, escrito por Nicholas Groth, bem como o primeiro uso impresso da palavra "grooming" num artigo de 1984, de Jon Conte. No início, tanto "grooming" quanto "sedução" eram usados para descrever esse tipo de infrator não violento, e Lanning recorda utilizar ambos os termos de forma intercambiável.
Um Boletim de Aplicação da Lei do FBI, de janeiro de 1984, utilizou "sedução" e "ser seduzido" para descrever a atividade dos infratores não violentos. Em 1985, o Chicago Tribune empregou o termo, noticiando: "Esses 'agressores amigáveis' aproximam-se da vítima escolhida, ganhando sua confiança enquanto secretamente aliciam a criança como parceira sexual."
Na década de 1980, o público nos Estados Unidos passou a estar cada vez mais ciente do abuso sexual infantil através da histeria do abuso em creches e dos casos de abuso em ambientes religiosos.

### Mudança de significado
Durante a década de 1990, o termo aliciamento passou a ser cada vez mais utilizado para substituir "sedução" como o termo predominante. No entanto, não existia "uma definição oficial, legal, de saúde mental ou mesmo leiga" para o aliciamento. A crescente divulgação do uso de salas de bate-papo por pedófilos para atingir suas vítimas chamou a atenção do público, e o uso de "aliciamento" com o sentido de "ganhar a confiança de (uma vítima) para cometer um abuso sexual contra ela" tornou-se corrente. Na academia, a descrição das estratégias de aliciamento em casos online passou a ser distinta das estratégias pré-Internet.
Em 2008, um relatório da BBC afirmou que "aliciamento" havia adquirido um sentido pejorativo; não mais associado ao cuidado de animais ou à mentoria, passou a ser vinculado a pedófilos e à pedofilia. Isso causou indignação quando o termo "aliciado" foi utilizado para descrever o comportamento de alguém que obtinha documentos vazados de um funcionário público. A reportagem também mencionou outros usos do termo "groom" com conotação negativa, como "aliciado para o terrorismo" ou "aliciado para se tornar um terrorista suicida."
Um relatório de 2022 do Christian Monitor informou que a palavra "aliciamento" agora era vista como "sinistra." Em vez de significar "preparar como candidato político ... treinar ou orientar para uma carreira," o termo passou a significar "fazer amizade ou influenciar (uma criança), especialmente via internet, em preparação para um futuro abuso sexual."

## Padrões

### Infratores não violentos
Para estabelecer uma boa relação com uma criança e sua família, os agressores que praticam aliciamento podem adotar diversas estratégias: podem tentar conquistar a confiança da criança ou dos pais, fazendo amizade com eles, a fim de obter acesso facilitado à criança. Uma relação de confiança com a família implica que os pais tenham menor tendência a acreditar em eventuais acusações. Os agressores podem procurar oportunidades para ficarem sozinhos com a criança, por exemplo, oferecendo-se para cuidar dela; podem também convidar a criança para pernoites, aproveitando-se da ocasião para dividir a cama. Ainda, podem oferecer presentes ou dinheiro à criança em troca de contato sexual, ou sem motivo aparente. Comumente, mostram pornografia à criança ou abordam temas sexuais com ela, na esperança de facilitar a aceitação desses atos, normalizando, assim, o comportamento. Eles podem ainda envolver-se em abraços, beijos ou outros contatos físicos, mesmo quando a criança os rejeita.
Quando as técnicas de aliciamento são bem-sucedidas, a conformidade resultante da criança pode ser equivocadamente interpretada como consentimento – e a criança pode ser tratada como se não fosse vítima de um crime. Mesmo quando o comportamento é considerado criminoso, pode ser percebido como uma infração de menor gravidade.
Alguns infratores preferem a gratificação sexual advinda de comportamentos menos evidentes, fazendo com que o próprio aliciamento se torne o objetivo, pois oferece a oportunidade de envolver-se em uma parafilia.
Sinais que caracterizam os agressores que aliciam crianças incluem: uma pessoa que tenta comunicar-se com uma criança, seja online ou pessoalmente, de forma secreta, sem o conhecimento dos pais ou responsáveis; uma pessoa que tenta isolar a criança de seus amigos ou familiares, ou que desencoraja a criança de conviver com outras pessoas; ou ainda, uma pessoa que pede à criança para guardar segredos ou que a faz sentir-se especial de maneira inadequada.

### Infratores online
O aliciamento sexual de crianças também ocorre na Internet. Alguns abusadores (por vezes, fingindo ser crianças) conversam com menores online e combinam encontros presenciais. O aliciamento online de menores é mais prevalente no grupo etário de 13 a 17 anos (99% dos casos), especialmente entre 13 e 14 anos (48%). A maioria das crianças visadas são meninas, e a maior parte da vitimização ocorre com o suporte de telefones móveis. Crianças e adolescentes extremamente curiosos e que buscam sensações estão em risco maior que os demais.
Facebook tem estado envolvido em controvérsias acerca de tomar precauções suficientes contra o aliciamento sexual de crianças. Jim Gamble, líder do Centro de Exploração Infantil e Proteção Online (CEOP) no Reino Unido, afirmou em 2010 que seu escritório recebeu 292 denúncias sobre usuários do Facebook em 2009, embora nenhuma delas tenha sido reportada diretamente pela própria rede social. Um porta-voz do Facebook respondeu às denúncias encontrando-se pessoalmente com o CEOP, afirmando que questões de segurança são tratadas "muito a sério." Em 2003, o MSN implementou restrições em sala de bate-papo para ajudar a proteger crianças de adultos que buscam conversas de cunho sexual com elas. Em 2005, as salas de bate-papo do Yahoo! foram investigadas pelo procurador-geral do Estado de Nova York por permitirem que usuários criassem salas com nomes que sugeriam ser utilizadas para esse fim; naquele outubro, o Yahoo! concordou em "implementar políticas e procedimentos destinados a assegurar" que tais salas não fossem autorizadas. Programas de computador foram desenvolvidos para analisar salas de bate-papo e outros registros de mensagens instantâneas em busca de atividades suspeitas. Como essa prevenção pode ocorrer não só na plataforma, mas também no ponto de acesso, recomenda-se que os pais estabeleçam ambientes seguros para que seus filhos usem a Internet, reduzindo o risco de contato com indivíduos que pratiquem aliciamento cibernético.
Pedófilos e predadores utilizam o aliciamento online para cometer crimes de tráfico de sexo cibernético. Após o pedófilo conquistar a confiança de um traficante local de sexo cibernético, frequentemente um pai ou vizinho da vítima, a exploração sexual online se concretiza.
Infratores suspeitos têm recorrido à chamada "defesa da fantasia", alegando que apenas expressavam fantasias e não planos de comportamento futuro, para justificar comunicações online. Nos Estados Unidos, a jurisprudência faz distinção entre esses aspectos, e algumas pessoas acusadas de "aliciamento" conseguiram empregar essa defesa com sucesso.
Nos Estados Unidos, a Lei de Proteção da Privacidade Online das Crianças foi equivocadamente atribuída como uma medida para prevenir o aliciamento online de crianças e protegê-las de predadores.

### Ambientes religiosos
Algumas características de determinadas religiões podem facilitar o aliciamento sexual, incluindo textos religiosos que justificam esse aliciamento, deferência em relação à autoridade religiosa, fé inquestionável em indivíduos de autoridade religiosa, punições espirituais, poder, patriarcado e obediência. O aliciamento sexual em ambientes religiosos pode ocorrer tanto dentro de instituições religiosas quanto fora delas, em função da retórica religiosa. O Investigação Independente sobre Abuso Sexual Infantil encontrou evidências de aliciamento sexual em ambientes religiosos em 38 grupos. Exemplos de aliciamento sexual em ambientes religiosos incluem Casos de abuso sexual na Igreja Católica, Manejo do abuso sexual infantil pelas Testemunhas de Jeová, Rede de abuso sexual infantil de Rochdale, Escândalo de abuso sexual na Escola Adass Israel e casamento infantil religioso.

## Impacto sobre as vítimas
O aliciamento tem impactos devastadores sobre as vítimas, prejudicando sua autoestima, corroendo sua capacidade de confiar nos outros e afetando gravemente a saúde mental. Crianças que são aliciadas podem sentir que são culpadas pelo abuso sofrido e ter dificuldade em atribuir a culpa ao agressor. Os sobreviventes podem interpretar aspectos da conexão humana como sinais de ameaça, dificultando seu engajamento em interações positivas simples, como elogios ou afirmações.
Muitas táticas de aliciamento envolvem isolar a vítima, fomentando a desconfiança ou sabotando outros relacionamentos próximos. Isso enfraquece diretamente a rede de apoio necessária para processar experiências traumáticas, aumentando o risco de consequências psicológicas a longo prazo. Assim, as vítimas podem acabar isoladas de suas conexões sociais existentes e com dificuldade para formar novas.

## Ofensas criminais

### Geral
No relatório Proteção das Crianças Contra o Abuso por Meio de Novas Tecnologias, o Comitê da Conselho da Europa da Convenção sobre Cibercrime abordou as questões emergentes da violência contra crianças pelo uso de novas tecnologias (a questão da pornografia infantil na Internet já está coberta pelo Artigo 9 da Convenção) com especial referência ao aliciamento tanto via internet quanto por telefone móvel.
Algumas nações já criminalizaram o aliciamento em sua legislação nacional. A análise dessas leis sugere que algumas podem ser redundantes em relação à legislação e/ou práticas já existentes.

### Austrália
A Seção 474.26 e 474.27 do Código Penal australiano de 1995 proíbe o uso de um "serviço de operadora" para comunicar com a intenção de atrair uma pessoa com menos de 16 anos, ou expor tal pessoa a qualquer material indecente para fins de aliciamento. Os diversos estados e territórios possuem leis similares, algumas das quais adotam faixas etárias distintas (por exemplo, em Queensland, a vítima precisa ter menos de 16 anos). Tais leis na Austrália foram reforçadas após o assassinato de Carly Ryan.

### Canadá
No Canadá, a Seção 172.1 do Código Penal tipifica como crime comunicar-se com uma criança por meio de um sistema informático para a prática de um delito sexual (denominado "atração de uma criança").

### Costa Rica
Em Costa Rica, desde abril de 2013, a Seção 167 bis do Código Penal tipifica como crime seduzir uma criança por meios eletrônicos, com penas de um a 3 anos de prisão para quem, por qualquer meio, tentar estabelecer uma comunicação erótica ou sexual com uma criança com menos de 15 anos.

### Alemanha
Na Alemanha, sob o § 176 do Strafgesetzbuch (Código Penal), é crime atrair uma criança (com menos de 14 anos) para práticas sexuais ou utilizar telecomunicações para tentar induzi-la a tais práticas ou à pornografia infantil. Em janeiro de 2020, a lei foi ampliada para incluir casos de tentativa de aliciamento cibernético, em que os perpetradores "aliciavam" investigadores ou pais, acreditando serem crianças.

### Japão
Em 2023, o Japão adotou uma nova lei criminal que tipifica como crimes o aliciamento sexual, o voyeurismo e o ato de solicitar imagens sexuais de crianças com menos de 16 anos.

### Países Baixos
Em 1º de janeiro de 2010, a Seção 248e foi adicionada ao Código Penal Holandês, tipificando como crime organizar, seja online ou por telefone, um encontro com alguém que se sabe ou razoavelmente se presume ser uma criança com menos de 16 anos, com a intenção de abusar sexualmente da criança, a partir do momento em que qualquer preparação para esse encontro é realizada. A punição máxima é de 2 anos de prisão ou uma multa de quarta categoria.

### Nova Zelândia
A legislação em Nova Zelândia estabelece que é crime encontrar-se ou ter a intenção de encontrar-se para realizar um ato sexual ilícito com uma pessoa com menos de 16 anos. Isso está previsto na Seção 131B do Crimes Act de 1961. Esta seção é intitulada "Encontro com Jovem Após Aliciamento Sexual, etc". Qualquer pessoa acusada está sujeita a uma pena de prisão por um período não superior a 7 anos.

### Reino Unido

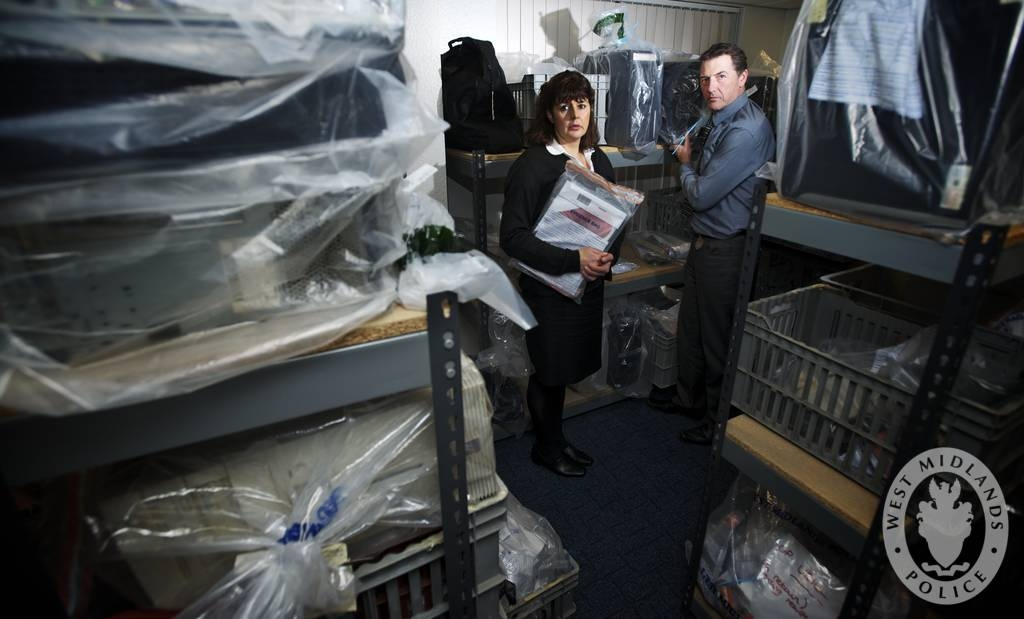
Inspetor-detetive Kay Wallace cercado por computadores, telefones móveis e dispositivos de armazenamento digital apreendidos nas residências de supostos pedófilos. O aliciamento online de crianças por meio de sala de bate-papos e webcams é uma área que os oficiais da equipe COST vêm enfrentando cada vez mais.

Na Inglaterra e País de Gales, as seções 14 e 15 da Lei de Ofensas Sexuais de 2003 tipificam como crime organizar um encontro com uma criança com menos de 16 anos, para si ou para outrem, com a intenção de abusar sexualmente da criança. O próprio encontro constitui crime por si só. A infração acarreta uma pena máxima de 10 anos de prisão e a proibição automática do infrator de trabalhar com crianças ou adultos vulneráveis.
O Protection of Children and Prevention of Sexual Offences (Scotland) Act 2005 introduziu uma disposição semelhante para a Escócia.
Assim, pode-se cometer um crime mesmo sem que o encontro ocorra efetivamente e sem a participação da criança (por exemplo, se um policial assumir o contato fingindo ser a criança). Em R v T (2005) EWCA Crim 2681, o réu, de 43 anos, fingiu fazer amizade com uma menina de nove anos, tendo realizado muito pouco com ela antes que ela se tornasse suspeita e denunciasse suas investidas. Ele possuía diversas condenações anteriores (incluindo uma por estupro) e foi descrito como um "pedófilo implacável e predatório". A Corte de Apelação da Inglaterra e País de Gales manteve uma sentença de oito anos de prisão, com um período adicional de licença de dois anos.

### Estados Unidos
Nos Estados Unidos, o 18 U.S.C. § 2422(b) tipifica como crime federal o uso do correio, do comércio interestadual etc., para atrair um menor para atividade sexual pela qual qualquer pessoa pode ser acusada de um delito criminal. O 18 U.S.C. § 2425 torna crime federal transmitir informações sobre uma pessoa com menos de 16 anos para esse fim.
Alguns estados possuem estatutos adicionais que abrangem a sedução de uma criança online, como a lei da Flórida que tipifica "Uso de um Computador para Seduzir uma Criança" como um crime grave.
A Lei de Proteção e Segurança Infantil Adam Walsh de 2006, 18 U.S.C. § 2252A(a)(6), contém disposições para impedir a distribuição de pornografia a crianças com o objetivo de persuadi-las a se envolver em atividades ilegais. Foi aplicada federalmente pela primeira vez contra o alabamaense Jerry Alan Penton em 2009. Penton recebeu 20 anos de prisão por essa conduta, somados a outros 20 anos por sua distribuição e posse de pornografia infantil.

### Brasil

#### Código Penal
Até agosto de 2009, vigorou com a seguinte redação no artigo 218 do Código Penal:

Corromper ou facilitar a corrupção de pessoa maior de 14 (quatorze) e menor de 18 (dezoito) anos, com ela praticando ato de libidinagem, ou induzindo-a a praticá-lo ou presenciá-lo:
Pena - reclusão, de um a quatro anos.
Com a Lei 12015/2009, sua redação foi alterada para:
Induzir alguém menor de 14 (catorze) anos a satisfazer a lascívia de outrem: 
Pena - reclusão, de 2 (dois) a 5 (cinco) anos.
Desta forma, o legislador alterou a idade de consentimento no Brasil para 14 anos, de forma taxativa, quando anteriormente havia certa dubiedade em relação a esta.
Art. 217-A do Código Penal define como "estupro de vulnerável" o ato de "ter conjunção carnal ou praticar outro ato libidinoso com menor de 14 anos, com pena de reclusão de 8 a 15 anos (ou seja, se um menor de 14 anos praticar algum ato sexual, ainda que tenha realizado o ato por livre e espontânea vontade).
Contrariando a lei, algumas decisões judiciais reconheciam o consentimento para o sexo, em casos específicos, aos 13 anos ou aos 12 anos.
Entretanto, conforme o parágrafo único do Art 225 do Código Penal, com texto dado pela Lei 12.015-2009, os crimes contra a liberdade sexual, procede-se "mediante ação penal pública incondicionada se a vítima é menor de 18 anos". Deste modo, o legislador não mais confere à família o poder de julgar e decidir sobre a relação privada.
Formalmente, o crime de corrupção de menores de 18 anos não mais fica condicionado à iniciativa dos pais do menor conforme a nova redação do Art. 225 do CP, Parágrafo Ùnico, dada pela Lei 12.015-2009. Crimes sexuais contra adolescente (indivíduos entre 12 e 17 anos), segundo o ECA, pela alteração promovida pela Lei 12.015-2009, deixam de ser condicionados à iniciativa da família. O Ministério Público é quem processará.
Por outro lado, a prática de atos libidinosos consentidos com maior de 14 e menor de 18 anos não é mais crime, exceto em casos de favorecimento da prostituição ou outra forma de exploração sexual (art. 218-B parágrafo 2º, inciso I da lei 12.015/2009).

#### Estatuto da Criança e do Adolescente
No Estatuto da Criança e do Adolescente (ECA), corrupção de menores é um crime previsto no artigo 244-B, com pena de reclusão de 1 a 4 anos.
Corromper ou facilitar a corrupção de menor de 18 anos (dezoito) anos, com ele praticando infração penal ou induzindo a praticá-la.— Redação dada pela Lei nº 12.015, de 2009
Essa modalidade prevista no ECA tem a ver apenas com o aliciamento de menores para a prática de crimes, não tendo nenhuma conotação sexual (apesar de poder abranger, caso haja infração penal).
Com a alteração do ECA pela Lei nº 12.015, de 2009, o crime de corrupção de menores consuma-se desde o aliciamento do menor de 18 anos, para cometimento de ação delituosa, através de qualquer meio de comunicação, em nada importando o fato do mesmo já ter cometido infração anterior, aplicando-se aos maiores de 12 e menores de 18 anos, a regra contida no art. 103 do ECA, respondendo cumulativamente ao ato que tenha praticado.